# 6Б2
Ж-81 (индекс ГРАУ — 6Б2) — советский противоосколочный и противопульный бронежилет второго поколения.
Первый серийный общевойсковой бронежилет ВС СССР, сконструирован и изготовлен накануне войны в Афганистане (1979—1989). Использование бронежилета снизило потери советских войск во время боевых действий, он стал основой для дальнейшей разработки отечественных средств индивидуальной защиты.

## История

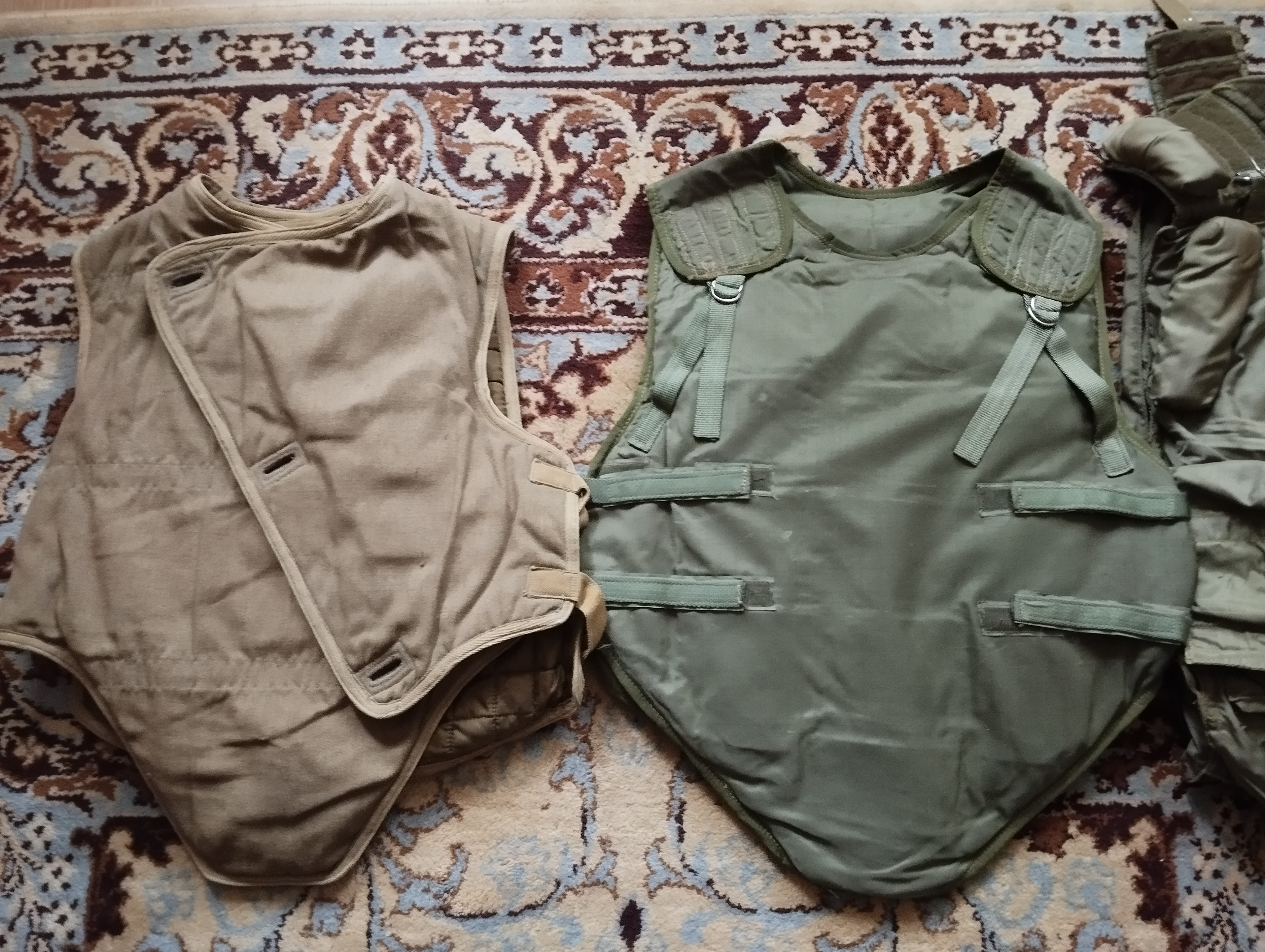
Бронежилеты 6б1 (слева) и 6б2 (справа)

Бронежилет 6Б2 (Ж-81) был разработан к началу 1980 года в порядке личной инициативы сотрудником «ВНИИ Стали» Юрием Германовичем Ивлиевым. Первый образец был представлен 10 февраля 1980 года на закрытом совещании в ЦК КПСС. По результатам совещания было принято решение в течение двух с половиной месяцев разработать техническую документацию и выпустить установочную партию изделия. Была организована кооперация предприятий, изготовление бронежилетов налажено на Златоустовской швейной фабрике. В процессе изготовления созданный вариант бронежилета оперативно совершенствовался и был принят на вооружение в 1981 году.
Созданию бронежилета предшествовала разработка уникальной ткани ТСВМ ДЖ-1 из во много раз превышающего прочность стали синтетического волокна, созданного на предприятии ВНИПИ искусственного волокна (город Мытищи). Новый бронежилет весил всего 4 кг.
Название изделию 6Б2 было дано в указание его преемственности разрабатываемому с 1954 года во Всесоюзном институте авиационных материалов первому советскому бронежилету 6Б1, задачей которого была противоосколочная защита, 6Б1 был выполнен из мозаично расположенных шестиугольных мягких алюминиевых пластин на плотном подпоре из авизена (аналога нейлона) и подкладке из стёганого ватина. При весе 5,2 кг бронежилет обеспечивал защиту от 7.62-мм пуль пистолета ТТ на дистанции 50 м. Пули не рикошетили от наружных поверхностей пластин, не деформировались при пробитии бронежилета и поэтому не увеличивали тяжести ранения. В 1957 году изделие получило индекс 6Б1 и было принято на снабжение ВС СССР. После выпуска около 1500 единиц массовое производство 6Б1 было решено развернуть в случае реальной необходимости.
В 1971 году противопульный жилет ЖЗТ-71 был разработан уже во ВНИИ Стали по заданию технического управления МВД СССР. В том варианте бронежилета были использованы пластины из самого эффективного на то время материала — титанового сплава ОТ4-1. Бронежилет ЖЗТ-71 весил около 12 кг и для использования военнослужащими не подходил.
Опыт эксплуатации бронежилета 6Б2 в войне в Афганистане в период с 1979 по 1989 год выявил высокие защищающие свойства жилета (им были удержаны 100 % осколков и 42 % пуль). Были обнаружены и недостатки: высокая стоимость изделия; недостаточность защиты от пуль стрелкового оружия; возможность сильного увеличения тяжести ранения в случае попадания пули в бронепанель под определённым углом; затруднённый теплообмен под жилетом, в условиях жаркого климата приводившей к перегреву, утомлению и снижению боеспособности бойца.
В 1983 году в Туркестанском военном округе прошли испытания жилетов 6Б2, оснащённых конвекционно-амортизационным подпором (КАП), отодвигающим секции жилета от тела пользователя и позволяющим воздуху свободно циркулировать под жилетом, охлаждая тело. В ходе испытаний было установлено, что КАП увеличивает время ношения бронежилета и уменьшает запреградную травму.
Уже в 1983 году был разработан бронежилет 6Б3, ставший новым армейским бронежилетом, затем — целая линейка: 6Б3Т, 6Б3Т-01, 6Б3ТМ, 6Б4 и 6Б5.

## Конструкция
6Б2 состоит из грудной и спинной частей, соединённых между собой на плечах ременно-пряжечным креплением и на боках застёжками текстильного типа.
В бронежилете впервые была использована структура на основе ткани из арамидного волокна, в чехол из ткани помещены титановые броневые пластины АДУ-605-80: грудная часть содержит 18 бронепластин в трёх рядах по три пластины в два слоя. Номинальная толщина бронепластин 1,25 мм (фактическая толщина, с учётом плюсового допуска достигает 1,4 мм) и тканевого пакета из 30 слоёв арамидной ткани ТСВМ-ДЖ, непосредственно примыкающего к телу военнослужащего. Жилет обеспечивает противоосколочную защиту, включая защиту от стреловидных поражающих элементов с энергией 700 Дж, и защиту от пистолетных пуль (пули длинноствольного стрелкового оружия 7,62х39 пробивали бронежилет с дистанций 400—600 метров). Противоосколочная стойкость к стандартному сферическому осколку массой 1 г превышает 700 м/с.
В зависимости от размера, масса бронежилета 6Б2 составляла 4,2 — 4,8 кг. Площадь защиты 28 — 30 дм².
Особенностью конструкции является применение в защитной структуре так называемой монтажной платы, в которую устанавливались жёсткие броневые элементы. По такому же принципу были устроены все последующие советские общевойсковые бронежилеты первого поколения (6Б3, 6Б4 и 6Б5). Гарантийный срок на бронежилет при хранении составлял 5 лет.